# Medil
Medil is een plaats (frazione) in de Italiaanse gemeente Moena.